# 巴淡
巴淡，或譯峇淡，巴丹、巴潭、巴旦，是印尼廖内群島省最大的城市。該城市行政區域涵盖巴淡島（Batam），倫龐島（Rempang），加朗島（Galang）三个主要島屿（統稱為 Barelang），和布蘭島（Bulang）及几个小岛。巴淡島是城市和工業的核心區域，而倫龐島和加朗岛都保持着鄉村特色，并由 Barelang 橋與巴淡島相連。Barelang 橋的名字是由巴淡島以及倫龐島和加朗島的印尼名縮寫爾命名。巴淡（Batam）是工業繁榮的城市，是新興的交通樞紐，是印尼-馬來西亞-新加坡增長三角自由貿易區的一部分，位於新加坡南海岸以外20公里（12英里）处，并且是印尼-馬來西亞-泰國增長三角區的一部分。
根據印尼統計局的2020年人口普查，巴淡人口為1,196,396 人，是印尼蘇門答臘地區的第三大城市，僅次於棉兰和巨港。 巴淡島是印尼最接近新加坡的地區，最短距离为5.8公里。在2010年的全國人口普查中，巴淡是印尼十年前發展最快的直轄市，人口年增長率為11％。 但在2017年，該島遭受嚴重失業，約30萬工人被解雇。

## 地理
巴淡島相對地接近新加坡，與新加坡僅有20公里的距離，並為新加坡海峽的最南點。因如此短暫的距離，坐船將近1小時就能到達新加坡。並且只要待在巴淡島一定能夠看得到新加坡的影子。

## 人口
巴淡島人口約100萬，本來整個島嶼只住著原住民。現時印尼—馬來人佔85%，華人佔14%。

## 語言
市內使用印尼語和各地的印尼方言，而本地華人則使用潮州話，福建話以及廣東話。

## 經濟
巴淡島於1960年代被印尼政府開發為特別發展區，後列入星馬印三國經濟開發區（新柔廖區，Sijori Growth Triangle）內，進一步開放為自由貿易區，當地政府提供25年的碼頭用地，希望找國際碼頭海運業者經營，令當地經濟和人口高速增長。
另外，巴淡島在地理上接近新加坡，但印尼人工便宜，勞力成本比新加坡低，讓很多新加坡企業到巴淡島設立廠房。包括由新加坡政府開發經營的巴淡民都工業區(Batamindo)，建於巴淡島的中部。

## 交通

### 航空
- 韓那丁國際機場（Hang Nadim International Airport）：隨著巴淡島發展旅遊業，在該島的東面有一座民用機場，共有一條4,000米的飛行跑道。印尼政府在此機場並設有出入境關卡。

飛行跑道資料：
- Runway 1：Heading 04/22，4,040m（13,254ft），079/F/C/X/T，ILS

目前主要在巴淡島國際機場升降的航空公司包括：
- 印尼嘉魯達航空公司
- 亞洲航空
- 新加坡航空

### 航運
巴淡島位於新加坡以南約20公里，往新加坡船程僅為1小時。印尼政府在巴淡島設置海岸關卡，為由主要從新加坡過來的旅客提供出入境服務。

## 旅遊
1990年代末，印尼巴淡島發展觀光旅遊，旅遊區集中在巴淡島的北部。巴淡島本以自然原始森林景觀著名，亦因為有眾多著名大型酒店錄續興建，遊覽巴淡島的形式多以消閒渡假區為主，舒暢的水療旅程亦為眾多享受型旅客慕名而來的原因。
至2021年，巴淡島已經開發了很多地區使得越來越多來自不同國家以及地區的旅客都來到巴淡島旅遊。

## 友好城市
- 印度尼西亞安汶
- 印度尼西亞班达楠榜
- 中国呼和浩特
- 马来西亚新山
- 马来西亚巴生
- 印度尼西亞北干巴魯
- 新加坡新加坡